# Дуймович, Давор
Давор Дуймович (серб. Давор Дујмовић; 20 сентября 1969 года — 31 мая 1999 года) — югославский актёр.

## Биография
Известен, главным образом, ролями в трёх фильмах Эмира Кустурицы: Мирзы в ленте «Папа в командировке» (1985), Перхана во «Времени цыган» (1988 год) и Баты (брата Натальи) в фильме «Андеграунд» (1995 год). Был замечен Кустурицей в небольшом придорожном кафе в Сараево (где 14-летний Давор помогал своему отцу, торговавшему с лотка едой из этого кафе на соседнем рынке) и приглашён на роль в фильме «Папа в командировке».
Во второй половине 1990-х гг. Дуймович, страдая тяжёлой наркозависимостью, практически перестал сниматься в кино. В то же время, живя в городе Баня-Лука, фактической столице Республики Сербской, Дуймович внёс свой вклад в формирование культурной политики нового государства, основав фонд поддержки культуры в республике. После смерти Дуймовича его именем был назван культурно-информационный центр в Баня-Луке.
Давор Дуймович покончил с собой (повесился) в результате затяжной депрессии.

## Фильмография
1. 1985 — «Папа в командировке» / Otac na sluzbenom putu (реж. Эмир Кустурица) — Мирза
2. 1987 — Strategija svrake (реж. Златко Лаванич)
3. 1988 — «Время цыган» / Dom za vešanje (реж. Эмир Кустурица) — Перхан
4. 1990 — Adam ledolomak (реж. Златко Лаванич)
5. 1995 — «Андеграунд» / Подземље (реж. Эмир Кустурица) — Бата